# 吉姆·加里森
吉姆·加里森（1921年11月20日—1992年10月21日）是前美国路易斯安那州新奥尔良检察官（1961～73年），美国民主党党员，因调查肯尼迪遇刺案而知名。
吉姆·加里森出生于艾奥瓦州的丹尼森，童年全家搬到新奥尔良定居。第二次世界大战期间曾于美国国民警卫队服役。1949年获得杜兰大学法律学位。吉姆·加里森于1962年起担任新奥尔良地方检察官（District Attorney），翌年美国总统约翰·菲茨杰拉德·肯尼迪于得克萨斯州达拉斯遇刺身亡。
1966年，加里森得到消息，一个名叫大卫·费里的人可能涉嫌刺杀肯尼迪。加里森经过一系列调查，于1969年逮捕了新奥尔良商人克莱·萧尔（Clay Shaw）。对肖的指控的关键证人是一个叫佩里鲁索的人，鲁索说李·哈維·奧斯華，费里和肖曾一起密谈暗杀，还说到了“交叉射击”。然而庭审不到一小时陪审团就一致认定克莱·肖无罪。
鲁索的证词经Andrew Sciambra的备忘录证明是在药物和催眠下说出的，而先前的一份供词没有这种内容，而加里森在他的书《追踪凶手》中说鲁索从一开始就说出这一内容。加里森还在电视节目上展示了被称为“三个流浪汉”的案发后达拉斯警方拘捕的扒火车人员的照片，说他们是参与者。加里森也是第一个向公众展示唯一拍下甘迺迪中槍畫面的澤普魯德影片的人。
1991年上映的美国影片《刺杀肯尼迪》（JFK）叙述的就是吉姆·加里森调查遇刺案的经过。